# Думели-Бењи
Думели-Бењи (фр. Doumely-Bégny) насеље је и општина у североисточној Француској у региону Шампањ-Арден, у департману Ардени која припада префектури Ретел.
По подацима из 2011. године у општини је живело 93 становника, а густина насељености је износила 11,92 становника/km². Општина се простире на површини од 7,8 km². Налази се на средњој надморској висини од 104 метара.

## Демографија
| 1962. | 1968. | 1975. | 1982. | 1990. | 1999. | 2011. |
| ----- | ----- | ----- | ----- | ----- | ----- | ----- |
| 131   | 138   | 81    | 78    | 77    | 86    | 93    |

График промене броја становника у току последњих година